# Rue Arbat
Pour les articles homonymes, voir Arbat.

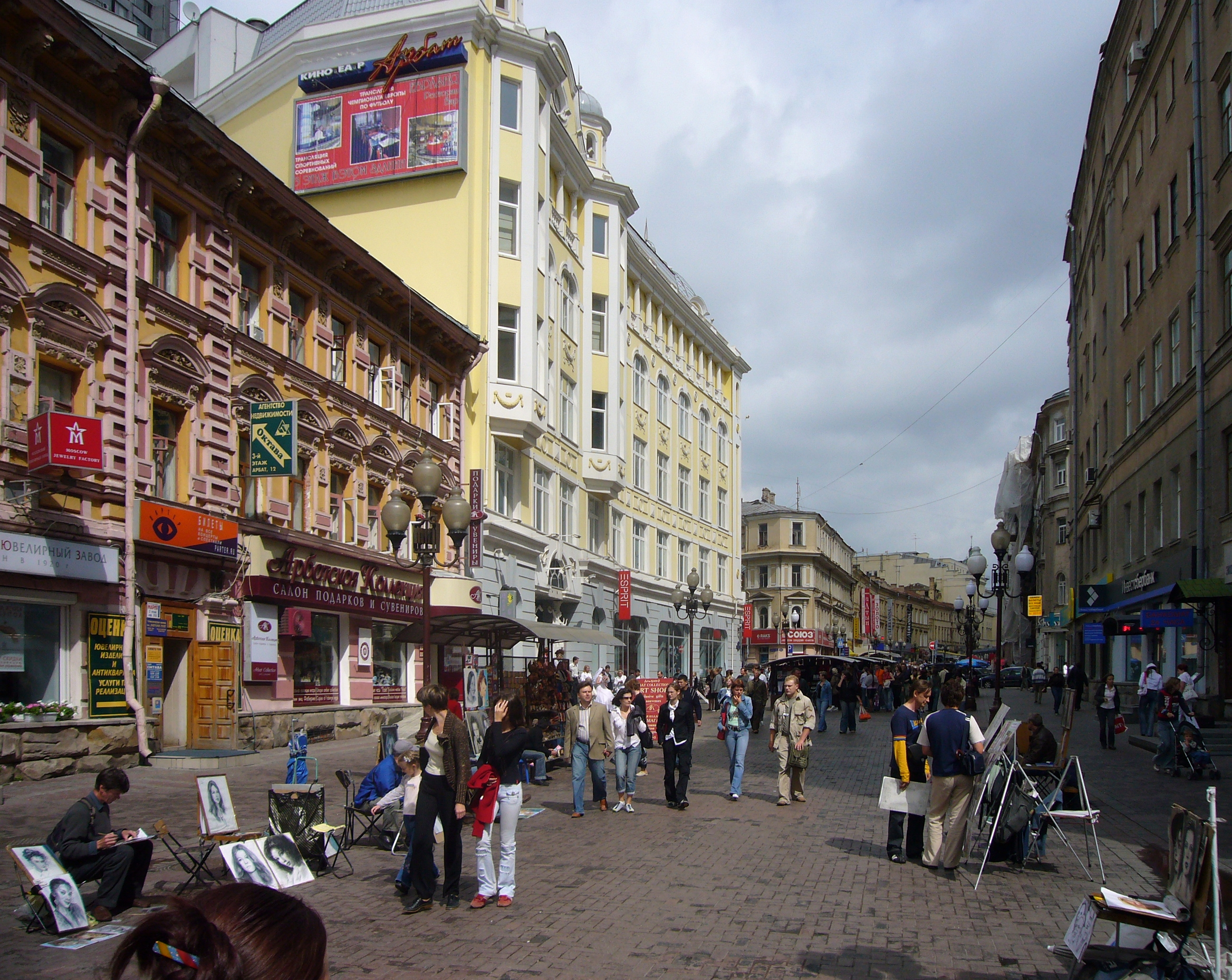
La rue Arbat en été.

L'ancienne rue Arbat est une rue de Moscou.

## Situation et accès
Cette voie piétonne, pittoresque, est située dans l'enceinte de la ceinture des Jardins dans le district homonyme. De nos jours, c'est l'une des rues les plus touristiques de Moscou, avec ses divertissements et ses boutiques de souvenirs. Il faut distinguer le Vieil Arbat du Nouvel Arbat, tout proche, construit dans les années 1960, sous le nom d'avenue Kalinine (Калининский проспект), et bordée de gratte-ciels soviétiques faits de béton, d'acier et de verre.

## Historique
On trouve mention de l’Arbat pour la première fois en 1493, en tant que route menant du Kremlin de Moscou à Smolensk. L’origine du nom est tatare et signifie banlieue. Pendant les XVIe et XVIIe siècles, le voisinage était orné de belles églises, notamment celle mise en scène dans la célèbre peinture de Vassili Polenov, Une cour à Moscou ("Московский дворик") (1878).
Au XVIIIe siècle, l’Arbat commença à être considérée par la noblesse russe comme l’endroit le plus prestigieux pour s’établir à Moscou. La rue fut pratiquement intégralement détruite par le grand incendie qui ravagea la ville pendant l’occupation napoléonienne en 1812 et dut être reconstruite. Alexandre Pouchkine logea un bref moment dans l’une des demeures (pendant trois mois après son mariage), et une statue le représentant avec sa femme Nathalie trône devant cette maison. Une autre personnalité originaire de cette rue est l’écrivain Andreï Biély, dont beaucoup de romans mettent en scène des portraits impressionnistes de cette zone patriarcale. ¨
Au XXe siècle la rue se plia à quelques rénovations limitées en styles Art nouveau et constructiviste. Le monument le plus original en la matière est probablement la demeure Melnikov. Le débouché de la rue sur la ceinture des jardins fut flanqué du flamboyant gratte-ciel en forme de gâteau de mariage abritant le Ministère des Affaires étrangères. À cette même période, on démolit la plupart des églises de l’Arbat, y compris celle de Saint-Nicolas, pourtant considérée comme un exemple typique du style Godounov.
L’Arbat est à présent décoré par de grands lampadaires qui furent installés en 1986. On y trouve plusieurs statues, l’une de la princesse Turandot devant le théâtre Vakhtangov et une autre du poète et chanteur de l’ère soviétique Boulat Okoudjava, qui écrivit plusieurs chants poignants au sujet de l’Arbat. Pendant la Perestroïka, la rue fut un lieu de rassemblement pour les mouvements de jeunesse (comme les hippies ou les Punks), ainsi que pour les musiciens ou artistes de rue. Le mur de Viktor Tsoï dans l’une des rues adjacentes de l’Arbat (Krivoarbatskiy Pereoulok) demeure une curiosité, vestige de ces années turbulentes. De nos jours, les jeunes Russes se rassemblent régulièrement sur l’Arbat pour chanter les chansons de Tsoï et d’autres chanteurs russes.
L’Arbat est devenu le quartier général de la compagnie pétrolière TNK-BP, sise dans un bâtiment moderne à l’entrée de la rue. On y trouve également de nombreux restaurants, parmi lesquels le Hard Rock Cafe. Beaucoup de ces restaurants sont essentiellement destinés aux visiteurs de Moscou, et considérés par nombre de résidents comme hors de prix et de mauvaise qualité comparés à ceux situés dans d’autres secteurs de la ville. On y trouve aussi quelques restaurants et cafés qui préparent des repas pour les populations ouvrières et de classe moyenne ; on citera Kryjka, Prime et Mu-mu’s.

## Sources
- (en) Cet article est partiellement ou en totalité issu de l’article de Wikipédia en anglais intitulé « Arbat Street » (voir la liste des auteurs).